# Benedict Arnold
Pour les articles homonymes, voir Arnold.
 (janvier 2020).
Si vous disposez d'ouvrages ou d'articles de référence ou si vous connaissez des sites web de qualité traitant du thème abordé ici, merci de compléter l'article en donnant les références utiles à sa vérifiabilité et en les liant à la section « Notes et références ».
Benedict Arnold, né le 14 janvier 1741 à Norwich dans le Connecticut, et mort le 14 juin 1801 à Londres, est un général de l'Armée continentale durant la guerre d'indépendance des États-Unis. Il est surtout connu pour avoir trahi les États-Unis et voulu livrer le fort américain de West Point aux Britanniques durant la guerre d'Indépendance. Il est devenu le symbole (ou l'incarnation) du traître dans l'histoire des États-Unis.

## Jeunesse
Arnold est né en 1741, sixième des sept enfants de Benedict Arnold III et Hannah Waterman King à Norwich, dans le Connecticut. Il reçoit le nom de son arrière-grand-père Benedict Arnold, gouverneur colonial de Rhode Island et de son frère Benedict IV, mort avant la naissance de Benedict Arnold V. Seuls Benedict et sa sœur Hannah survivent jusqu'à l'âge adulte, les trois autres enfants du couple succombant à la fièvre jaune durant leur enfance. Par sa grand-mère maternelle, Arnold descend de John Lathrop, ancêtre d'au moins quatre présidents des États-Unis.
La famille Arnold est prospère jusqu'à ce que le père d'Arnold fasse plusieurs mauvais placements qui endettent la famille. Après cela, le père se tourne vers l'alcool. Benedict doit arrêter l'école à quatorze ans, sa famille ne pouvant plus la lui payer. Ne pouvant travailler dans l'entreprise familiale à cause de l'alcoolisme de son père et de la fortune perdue, Benedict entre en apprentissage chez deux de ses cousins, les frères Daniel et Joshua Lathrop, grâce à l'entremise de la famille de sa mère. Les deux frères sont de prospères apothicaires qui font également commerce de biens généraux à Norwich.

## Guerre de Sept Ans
À l'âge de quinze ans, Arnold s'engage dans la milice du Connecticut. Celle-ci marche jusqu'à Albany et jusqu'au lac George pour affronter les troupes de la Nouvelle-France arrivant du Fort Carillon juste au nord : c'est la bataille de Fort William Henry. Les Britanniques y subissent une défaite et se rendent aux Français menés par Montcalm, mais leurs alliés indiens à qui on avait promis scalps et butin sont outragés par les conditions généreuses offertes aux vaincus. Ils massacrent alors cent quatre-vingts prisonniers, sans que les troupes régulières puissent les en empêcher. Cet événement est peut-être à l'origine d'une haine durable du jeune et impressionnable Arnold envers les Français, haine qui influencera ses actes plus tard dans sa vie.

## Mort des parents
Sa mère, dont il était très proche, meurt en 1759. Il prend la responsabilité de s'occuper de son père malade et de sa sœur cadette. L'alcoolisme de son père s'aggrave après la mort de sa femme : il est arrêté à plusieurs reprises pour ivresse sur la voie publique et le clergé lui refuse la communion. À la mort de son père, en 1761, Arnold, âgé de 20 ans, décide de restaurer le nom de sa famille au niveau honorable qui était le sien autrefois.

## Activités pré-révolutionnaires
En 1762, avec l'aide des Lathrop, Arnold s'établit comme pharmacien et libraire à New Haven, toujours dans le Connecticut.
Ambitieux et agressif, Arnold étend rapidement son affaire. En 1763, il rachète la propriété familiale que son père avait dû vendre pour éponger ses dettes. L'année suivante, il la revend avec un bénéfice confortable. En 1764, il signe un partenariat avec Adam Babcock, un autre jeune commerçant de New Haven. Ils utilisent les profits issus de la vente de la maison familiale pour acheter trois navires de commerce et établir un fructueux commerce avec les Caraïbes. À cette époque, il emmène sa sœur Hannah à New Haven et l'installe à la pharmacie pour la tenir en son absence. Il voyage beaucoup dans le cadre de son travail, à travers toute la Nouvelle-Angleterre et du Québec aux Antilles, souvent aux commandes d'un de ses propres vaisseaux.
Le Stamp Act de 1765 restreint sérieusement le commerce dans les colonies. Arnold ne prend tout d'abord part à aucune manifestation mais, comme de nombreux marchands, continue ses affaires comme si le Stamp Act n'existait pas, devenant donc un fraudeur. La nuit du 31 janvier 1767, Arnold participe à une manifestation dénonçant les lois du Parlement britannique et sa politique coloniale oppressante, durant laquelle les effigies d'officiers de la couronne locaux sont brûlées. Avec des membres de son équipage, il passe à tabac un homme soupçonné de donner des informations sur les fraudeurs. Arnold est arrêté et paie une amende de 50 shillings pour trouble de l'ordre public.
Le 22 février 1767, il épouse Margaret, fille de Samuel Mansfield. Ils ont trois fils : Benedict, Richard et Henry. Elle meurt le 19 juin 1775.
Les taxes exorbitantes levées par le Parlement mettent en faillite de nombreux commerçants. Arnold lui-même est près d'être ruiné, avec 15 000 livres de dettes.
Arnold se trouve dans les Antilles le 5 mars 1770, le jour du massacre de Boston, mais il dit par la suite avoir été « très choqué » et se demande « bon Dieu, les Américains sont-ils tous endormis pour abandonner avec soumission leurs libertés, ou sont-ils tous devenus philosophes, qu'ils ne se vengent immédiatement de tels mécréants ? »[Où ?].

## Guerre d'indépendance
En mars 1775, un groupe de soixante-cinq résidents de New Haven fonde la Seconde Compagnie de Gardes du Connecticut (Governor's Second Company of Connecticut Guards). Arnold est choisi pour être leur capitaine, et il organise entraînements et exercices en prévision de la guerre. Le 21 avril 1775, lorsque New Haven apprend que les premières batailles de la guerre ont eu lieu à Lexington et Concord, quelques étudiants volontaires du collège de Yale sont admis dans la garde pour augmenter son effectif, et elle se met en marche vers le Massachusetts pour participer à la révolution.
En route, Arnold rencontre le colonel Samuel Holden Parsons, un homme de loi du Connecticut. Ils débattent du manque de canons dans les armées révolutionnaires et, connaissant le grand nombre de canons du Fort Ticonderoga sur le lac Champlain, conviennent qu'une expédition devrait tenter de capturer le fort. Parsons poursuit sa route vers Hartford, où il lève des fonds pour organiser une force sous les ordres du capitaine Edward Mott. Mott a pour instructions de rallier le général Ethan Allen et ses Green Mountain Boys à Bennington, dans le Vermont. Pendant ce temps, Arnold et sa milice poursuivent jusqu'à Cambridge, dans le Massachusetts, où Arnold convainc le Comité de Sécurité du Massachusetts de financer une expédition pour prendre le fort. Il est nommé colonel de la milice du Massachusetts et chargé, avec plusieurs capitaines sous ses ordres, de lever une armée dans le Massachusetts. Tandis que ses capitaines lèvent des troupes, Arnold chevauche vers le nord pour retrouver Allen et prendre les commandes de l'opération.

### Prise du Fort Ticonderoga (1775)
L'armée est constituée au début du mois de mai. Le 10, Fort Ticonderoga est attaqué à l'aube et pris sans combattre, les forces coloniales ayant surpris la garnison britannique de loin inférieure. Des expéditions à Crown Point et Fort George sont elles aussi couronnées de succès, tout comme l'offensive sur Fort St. Johns (aujourd'hui Saint-Jean-sur-Richelieu, au Québec). Mais ce fort doit être abandonné devant l'arrivée de troupes britanniques venant de Montréal. Tout au long de la campagne, Arnold et Allen se disputent le commandement suprême. Allen retire finalement ses troupes, laissant Arnold seul à la tête des garnisons des trois forts. Cependant, 1 000 hommes du Connecticut arrivent alors, avec à leur tête le colonel Benjamin Hinman, qui a pour ordre de prendre la tête avec Arnold comme subordonné. Cet acte du Congrès continental fait enrager Arnold, qui a l'impression que ses efforts pour la révolution ne sont pas reconnus. Il démissionne de son poste dans la milice du Massachusetts et retourne dans cet État.

### Expédition de Québec
Peu après la constitution de l'Armée continentale en juin 1775, le général de division Philip Schuyler, commandant du Département du Nord, échafaude un plan visant à envahir le Canada par les terres à partir de Fort St. Johns, à l'extrémité nord du lac Champlain, en descendant la rivière Richelieu jusqu'à Montréal. Le but est de priver les Loyalistes d'une importante base arrière d'où ils peuvent attaquer New York. Le commandement de cette force est remis au général Richard Montgomery.
Arnold propose qu'une seconde force, agissant de concert avec celle de Schuyler, attaque en remontant la rivière Kennebec, dans le Maine, puis descende la rivière Chaudière jusqu'à la ville de Québec. Il croit qu'une fois Montréal et Québec tombées, les colons francophones du Canada rallieront la révolution contre les Britanniques. Le général George Washington et le Congrès continental approuvent cet amendement et nomment Arnold colonel de l'Armée continentale. Il doit mener l'attaque sur Québec.
Juste avant son départ pour le Maine, Arnold apprend la mort de sa femme Margaret. Il fait halte à New Haven pour voir ses enfants. Sa sœur Hannah accepte sa demande de leur servir de mère adoptive.
Les 1 100 recrues embarquées à Newburyport (Massachusetts) le 19 septembre 1775 arrivent à Gardiner dans le Maine le 22 septembre 1775. Arnold avait conclu un arrangement avec le major Reuben Colburn pour construire 200 bateaux, devant servir à transporter les troupes sur la Kennebec et la Dead River, puis le long de la Chaudière jusqu'à Québec. Une longue étape de portage est nécessaire pour franchir les Appalaches entre les cours supérieurs de la Dead River et de la Chaudière.

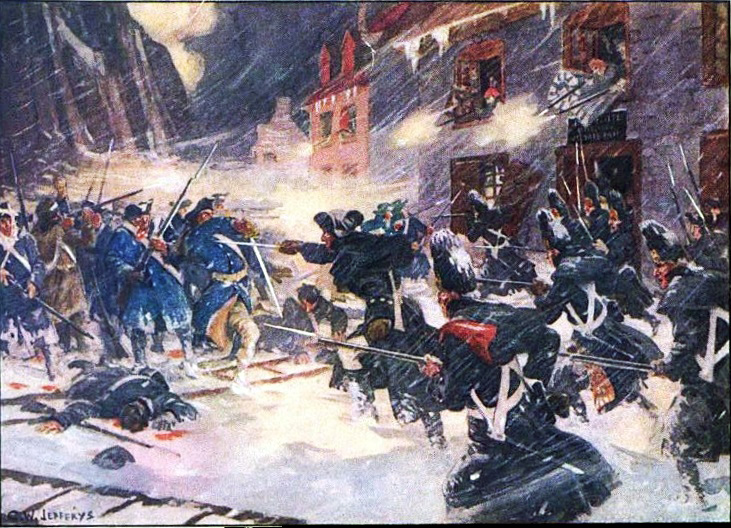
La bataille de Québec (1775).

Les Britanniques savent qu'Arnold approche et détruisent la majeure partie des armements navals disponibles (bateaux, navires, canonnières, etc.) sur la rive sud du fleuve Saint-Laurent. Deux vaisseaux de guerre, la frégate Lizard (26 canons) et le sloop Hunter (16 canons), font une patrouille constante pour empêcher toute traversée du fleuve. Même ainsi, Arnold peut se procurer assez d'armements navals et parvient à le traverser et à poser le pied sur la rive nord, du côté de la ville de Québec, le 11 novembre. Il réalise alors que ses troupes ne sont pas assez importantes pour prendre la ville et envoie des messagers à Montgomery, lui demandant des renforts.
Dans le même temps, le général de brigade Richard Montgomery quitte Fort Ticonderoga vers le nord à la tête d'environ 1 700 miliciens le 16 septembre 1775, et s'empare de Montréal le 13 novembre. Il rallie Arnold au début du mois de décembre et tous deux attaquent Québec à la tête de leurs forces jointes le 31 décembre 1775. Les forces coloniales subissent une défaite désastreuse face au général Guy Carleton, gouverneur du Canada et commandant des forces britanniques. Montgomery est tué en menant une attaque et Arnold est blessé. Beaucoup d'autres sont tués ou blessés, et plusieurs centaines sont faits prisonniers.
Les survivants, réduits à environ 350 volontaires et désormais commandés par le colonel Arnold, poursuivent un siège inutile de la ville jusqu'au printemps 1776, lorsque des renforts menés par le général de brigade David Wooster arrivent. Relevé de son commandement, Arnold se retire à Montréal avec ce qui reste de ses troupes.

### Promotion
Arnold est promu général de brigade après l'invasion du Québec, et reçoit la tâche de bloquer l'invasion britannique de la vallée de l'Hudson à partir du Canada via le lac Champlain. Durant l'été 1776, Arnold construit une flottille de petits vaisseaux de guerre et canonnières qui contrôlent le lac. Les Britanniques ripostent en construisant une flottille beaucoup plus importante. Les Britanniques détruisent les vaisseaux d'Arnold au cours de la bataille de l'île Valcour en octobre. Mais, l'hiver ayant déjà commencé, l'invasion britannique est annulée : la stratégie défensive d'Arnold est un succès.
La même année 1776, Arnold rencontre et courtise Betsy Deblois, fille d'un loyaliste bien connu de Boston, décrite comme étant « la reine de Boston ». Elle le repousse systématiquement, même après qu'il lui eut envoyé une bague de fiançailles.

### Département de l'Est
À la fin de 1776, Arnold devient Deputy Commander du Département de l'Est de l'Armée continentale, sous les ordres du général de division Joseph Spencer. Le 8 décembre, une importante armée britannique commandée par le lieutenant général Henry Clinton s'empare de Newport, dans le Rhode Island. Arnold, qui n'avait pas vu sa famille depuis plus d'un an, passe une semaine avec elle à New Haven et arrive à Providence le 12 janvier 1777 pour mener la défense du Rhode Island. Simultanément, des rumeurs se répandent au sujet de sa vénalité. Les forces continentales dans le Rhode Island sont alors réduites à 2 000 hommes, des détachements ayant été envoyés à Washington pour son attaque sur Trenton, dans le New Jersey. Arnold devant faire face à 15 000 Britanniques, il reste sur la défensive.
Le 26 avril 1777, Arnold se rend à Philadelphie en Pennsylvanie pour rencontrer le Congrès continental et fait escale à New Haven pour revoir sa famille. Un messager lui apprend que 2 000 soldats britanniques, menés par le général de division William Tryon, gouverneur militaire britannique de New York, ont débarqué à Norwalk, dans le Connecticut. Tryon marche sur Fairfield, sur Long Island, et sur Danbury, important dépôt de munitions pour l'Armée continentale, et incendie les deux villes. Il met aussi le feu au port de Norwalk lorsque ses troupes rembarquent.
Arnold recrute en hâte une centaine de volontaires locaux. Il est rejoint par les généraux de division Gold S. Silliman et David Wooster de la milice du Connecticut, qui ont réuni à eux deux 500 volontaires dans l'est du Connecticut. Arnold et ses subordonnés se dirigent vers Danbury afin d'intercepter la retraite des Britanniques et de les harceler. Le 27 avril vers 11 heures du matin, la colonne de Wooster rattrape l'arrière-garde de Tryon et engage le combat. Arnold déplace ses troupes vers une ferme près de Ridgefield dans une tentative de bloquer la retraite britannique. Wooster est tué au cours des escarmouches qui s'ensuivent, et Arnold se blesse à la jambe lorsque son cheval, victime d'un coup de feu, s'effondre sur lui.

### Philadelphie
Après le raid sur Danbury, Arnold continue son chemin vers Philadelphie pour rencontrer les membres du Congrès ; il arrive le 16 mai. Le général Schuyler se trouve également en ville, mais part peu après pour son quartier général à Albany (New York), ce qui laisse Arnold comme officier le plus gradé de la région de Philadelphie : il y assume donc le commandement des troupes. Mais le Congrès continental préfère, pour des raisons politiques, le général de brigade pennsylvanien récemment promu Thomas Mifflin. Plus tôt, des promotions ont été accordées à des officiers moins expérimentés et gradés qu'Arnold, ce qui accroît sa rancœur. Il abandonne sa commission le 11 juillet 1777. Peu après, le général Washington réclame qu'Arnold soit posté dans le Département du Nord après la chute de Fort Ticonderoga aux mains des Britanniques, ce qui montre combien Washington croit aux talents d'officier d'Arnold. Le Congrès accepte cette requête.

### Saratoga

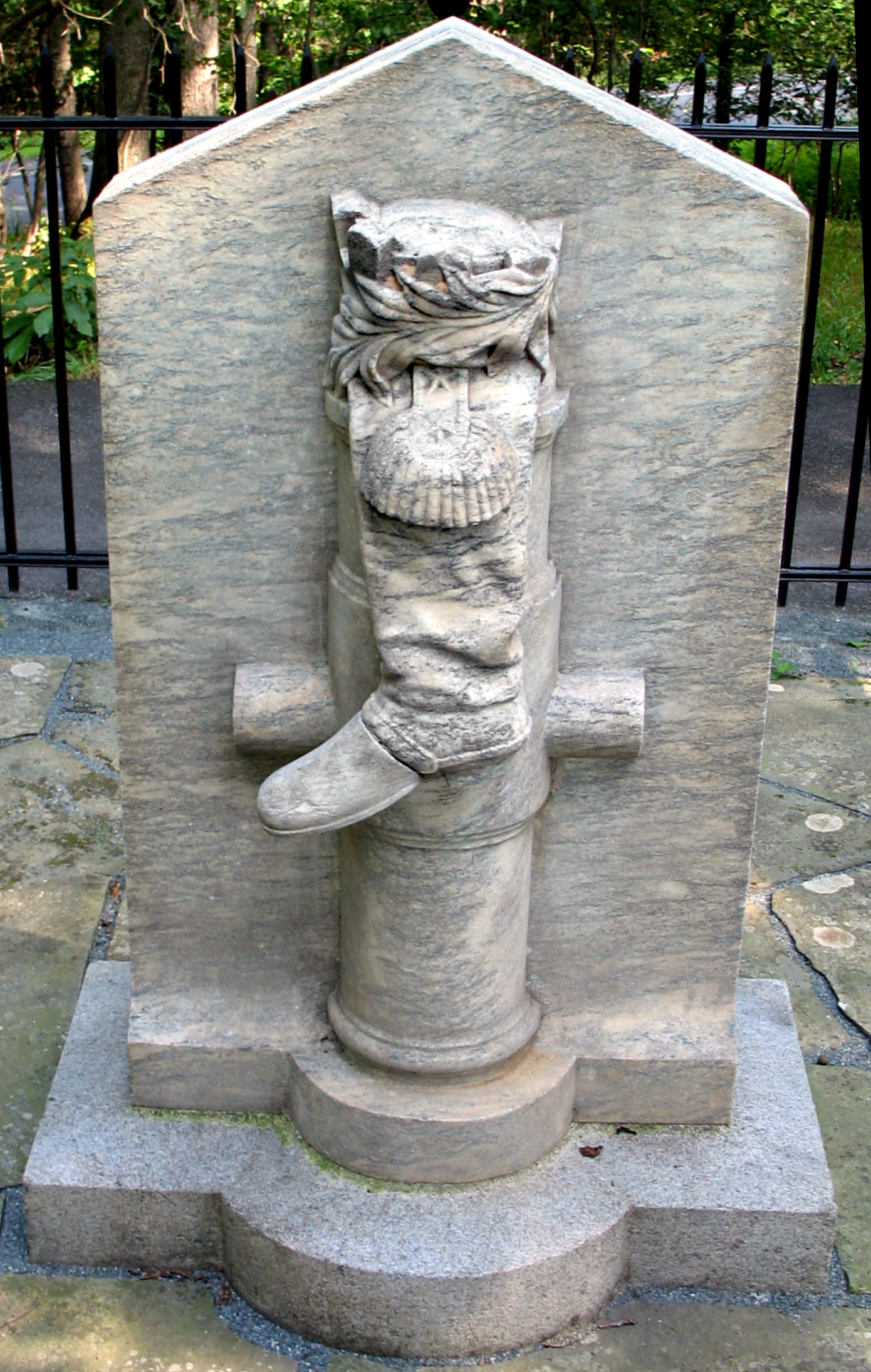
Le Boot Monument, à Saratoga.

L'été 1777 marque un tournant de la guerre. La campagne de Saratoga est une suite de batailles livrées dans le nord de l'État de New York, près d'Albany, qui culmine lors de la victoire américaine au cours de la bataille de Saratoga et la reddition des troupes britanniques, commandées par le lieutenant général John Burgoyne, le 17 octobre 1777 après la bataille de Bemis Heights, durant laquelle Arnold est blessé à la même jambe que durant la bataille de Québec.
Les historiens s'accordent à penser[réf. nécessaire] qu'Arnold joue un rôle crucial dans cette campagne, faisant montre de courage, d'initiative et d'éclat : un monument, le Boot Monument, est édifié à Saratoga pour commémorer la blessure d'Arnold. On dit qu'il a empêché seul Burgoyne de fuir durant la bataille de Bemis Heights. Mais à cause des mauvaises relations entre lui et le général Horatio Gates, il n'en tire aucun mérite et est au contraire vilipendé pour avoir outrepassé ses ordres. Arnold ne cache pas qu'il trouve les tactiques de Gates trop prudentes et conventionnelles.

### Commandement militaire de Philadelphie
À la mi-octobre 1777, Arnold entre dans un hôpital d'Albany, souffrant de la blessure reçue à Saratoga. Sa jambe gauche est en mauvais état, mais il refuse qu'on l'ampute. Plusieurs mois d'une difficile convalescence laissent sa jambe plus courte de 5 cm que la droite. Il passe l'hiver 1777-1778 avec l'armée à Valley Forge, se remettant de sa blessure.
Washington nomme Arnold commandant militaire de la ville de Philadelphie après que les Britanniques s'en sont retirés en juin 1778. En juin, il apprend l'alliance franco-américaine. Arnold s'y oppose avec force, se souvenant de son expérience durant la guerre de Sept Ans. Ironiquement, c'est la victoire américaine à Saratoga, dans laquelle Arnold a joué un rôle décisif, qui a convaincu Louis XVI d'accepter cette alliance et d'aider les Américains.
Arnold entretient dès lors rancœur et amertume à l'égard du Congrès pour ne pas l'avoir promu et ne pas avoir approuvé ses dépenses militaires (Arnold doit régler lui-même presque toutes les dépenses lors de l'expédition du Canada). Arnold se mêle à la vie mondaine de Philadelphie, organisant de grandes fêtes et s'endettant lourdement. Son extravagance le pousse à suivre des plans financiers suspects, et il tombe en discrédit au Congrès lorsque celui-ci examine ses comptes. Il doit aussi faire face à des accusations de corruption suivies par les autorités civiles de Philadelphie à l'instigation d'un homme lié au Congrès qu'Arnold avait déchu de son commandement à Ticonderoga.
Le 26 mars 1779, il rencontre Peggy Shippen, la fille du juge Edward Shippen, âgée de 18 ans. Elle et Arnold se marient rapidement, le 8 avril. Elle a auparavant été courtisée par le major britannique John André durant l'occupation britannique de Philadelphie.
Le 1er juin, Arnold passe en cour martiale pour malfaisance. « Étant devenu infirme en servant mon pays, je ne m'attendais pas à subir des réactions [aussi] ingrates », écrit-il à George Washington.

### Trahison de West Point
En juillet 1780, Arnold demande et obtient le commandement du fort de West Point. Il a déjà commencé à correspondre avec le général Henry Clinton, alors à New York, par l'entremise du major André, et s'est rapproché de Beverley Robinson, commandant d'un régiment loyaliste. Arnold se propose de rendre le fort aux Britanniques contre 20 000 livres et le grade de brigadier-général. Par ce projet, les Britanniques contrôleraient alors la vallée de l'Hudson, coupant les colonies en deux. Mais les plans d'Arnold sont percés à jour lorsqu'André est capturé le 24 septembre porteur de documents qui divulguent le complot et incriminent Arnold. Ce dernier apprend la capture d'André et s'enfuit à bord du Vulture, un navire britannique qui l'attendait sur le fleuve Hudson, avec l'aide de John Borns. Il est fait brigadier-général, mais ne reçoit que 6 000 livres, le complot ayant échoué.
Cette trahison fait de lui l'incarnation, dans l'historiographie américaine, du traître à la nation,.

### Du côté britannique
Arnold ne parvient pas à gagner la confiance des Britanniques, bien qu'il participe activement à la guerre. En décembre, sous les ordres de Clinton, Arnold mène 1 600 hommes en Virginie et le 4 mai 1781 prend la ville de Richmond qu'il réduit en cendres, coupant la principale artère qui alimente en matériel les troupes coloniales du sud. On dit qu'à un officier américain capturé, Arnold aurait demandé ce que les Américains feraient de lui s'ils le capturaient. Le prisonnier aurait répondu : « Couper votre jambe, l'enterrer avec les honneurs militaires, et pendre le reste ». Charles Cornwallis marche vers le nord et Yorktown, qu'il atteint en mai 1781. Pendant ce temps, Arnold est envoyé au nord pour prendre la ville de New London, dans le but de distraire Washington de Cornwallis. Le 8 septembre, Arnold s'empare de Fort Griswold. En décembre, Arnold est rappelé en Grande-Bretagne avec d'autres officiers, la Couronne diminuant l'importance apportée au théâtre américain au profit d'autres jugés plus importants.
Benedict Arnold acquit des intérêts dans le commerce maritime au Canada entre 1787 et 1791, avant de déménager à Londres. Il y meurt en 1801, pauvre, malade et oublié de tous, et est enterré à St. Mary's Church, Battersea, à Londres.